# Ricky Martin
Enrique Martín Morales (24. prosinca 1971.), poznatiji po umjetničkom pseudonimu Ricky Martin je Grammyjem i Latinskim Grammyjem nagrađen portorikanski pop pjevač koji je slavu stekao kao pjevač Latino boy banda Menudo,  a potom od 1991. godine kao solo-izvođač.
Tijekom karijere koja traje više od tri desetljeća je prodao preko 55 milijuna albuma širom svijeta. Poznat je i kao osnivač neprofitne dobrotvorne organizacije Fundación Ricky Martin.